# Тор: Љубав и гром
Тор: Љубав и гром (енгл. Thor: Love and Thunder) амерички је суперхеројски филм из 2022. године, по лику Тору. Производи га Marvel Studios, а дистрибуира Walt Disney Studios Motion Pictures. Наставак је филма Тор: Рагнарок (2017) и 29. филм у Марвеловом филмском универзуму (МФУ). Сценарио и режију потписује Тајка Вајтити, док главне улоге глуме: Крис Хемсворт, Теса Томпсон, Натали Портман, Кристијан Бејл, Крис Прат, Џејми Александер, Пом Клементиф, Дејв Батиста и Карен Гилан. Прати Тора који покушава да пронађе унутрашњи мир, али мора да се врати у акцију, те регрутује Валкиру (Томпсон), Корга (Вајтити) и Џејн Фостер (Портман) — која је сада Моћна Тор — како би зауставили Гора (Бејл).
У јануару 2018. године Хемсворт и Вајтити су разговарали о повратку за наставак филма Тор: Рагнарок. Филм је званично најављен и насловљен у јулу 2019. године, а њима двојици су се приложиле Томпсонова и Портманова, која је пристала да се врати у франшизу, након што се није појавила у претходном филму, када је Вајтити открио планове за адаптацију стрипова Моћна Тор у којима њен лик Џејн Фостер преузима плашт и моћи Тора, након што је боловао од рака. Робинсонова се придружила филму у фебруару 2020. године. Снимање је почело у јануару 2021. године у Сиднеју у Аустралији.
Премијерно је приказан 23. јуна 2022. године у Холивуду, а 8. јула је пуштен у биоскопе у САД, односно 7. јула у Србији.

## Радња
Након трагичне смрти своје кћерке, Гор, последњи преживели своје врсте добија велику моћ кроз Некромач, мистично оружје које убија богове.
Тор добија узнемирујући позив од своје пријатељице Сиф и заједно са Коргом напушта Чуваре галаксије. Тешко рањена Сиф упозорава Тора да је следећа Горова мета Нови Асгард. Пре него што се Тор врати у Нови Асгард, његова бивша девојка, др Џејн Фостер тражи помоћ у лечењу свог новооткривеног канцера. Торов сломљен чекић се саставља осетивши вредност Џејн Фостер и везује се за њу, дајући јој Торове моћи. Тор, Џејн, Валкира, Корг и други борци из Новог Асгарда се сукобе са Гором, али он успе да побегне и да притом киндапује бројну децу.
Група одлучује да отпутује у Омнипотентни Град како би упозорила остале богове на Гора и затражили помоћ. Бог Зевс одбија да помогне Тору и осталима због чега долазе у сукоб. Зевс умало убије Корга, након чега га Тор озбиљно рани. Валкира успева да украде Зевсову муњу и они крећу у Краљевство Сенки где је Гор одвео децу. Џејн прекасно схвата да је у питању клопка са циљем да Гор дође до Стормбрејкера. Торова секира неопходна је крвнику богова како би отворио пут до Вечности, ентитета који испуни жељу сваком ко би до њега дошао. Након тешке борбе, Гор краде секиру, а повређена екипа се враћа на Земљу. Тор одлучи да сам крене у борбу. Када коначно пронађе децу, привремено им даје моћи Тора и они му помажу у борби са сенкама. На врхунцу борбе, Џејн стиже у помоћ и заједно са Тором успева да уништи Некромач.
Гор долази до Вечности, али је на измаку снага. Спреман на пораз, Тор одлучи да последње тренутке свог живота проведе са Џејн пре него што Гор затражи смрт свих богова. Револтиран, Тор позива Гора да врати живот својој ћерки уместо да призива смрт другима. Гор затражи Љубав, што Вечност испуни тачно пре него што Гор и Џејн умиру. Гор оставља у аманет Тору да штити његово дете. Отета деца се враћају кућама где их Сиф и Валкира тренирају. Тор наставља да води авантуристички живот заједно са Горовом ћерком и њих двоје постају познати као „Љубав” и „Гром”.
У завршним сценама: рањени Зевс шаље свог сина Херкулеса да убије Тора; Џејн Фостер долази на врата Валхале где је дочекује Хајмдал.

## Улоге
| Глумац           | Улога                   |
| ---------------- | ----------------------- |
| Крис Хемсворт    | Тор                     |
| Теса Томпсон     | Валкира                 |
| Натали Портман   | Џејн Фостер / Моћна Тор |
| Кристијан Бејл   | Гор                     |
| Крис Прат        | Питер Квил / Стар Лорд  |
| Џејми Александер | Сиф                     |
| Пом Клементиф    | Мантис                  |
| Дејв Батиста     | Дракс Разарач           |
| Карен Гилан      | Небула                  |
| Шон Ган          | Креглин Обфонтери       |
| Вин Дизел        | Грут                    |
| Бредли Купер     | Рокет                   |
| Тајка Вајтити    | Корг                    |
| Мет Дејмон       | Локи глумац             |
| Сем Нил          | Один глумац             |
| Лук Хемсворт     | Тор глумац              |
| Мелиса Макарти   | Хела глумица            |
| Расел Кроу       | Зевс                    |